# Biệt đội hải cẩu (phim)
Biệt đội hải cẩu (tên tiếng Anh: Seal Team) là bộ phim hoạt hình máy tính thuộc thể loại hài-hành động của Nam Phi được đồng đạo diễn bởi Greig Cameron và Kane Croudace, sản xuất bởi Triggerfish Animation Studios và phân phối toàn cầu bởi Cinema Management Group. Phim còn có sự tham gia lồng tiếng của J.K. Simmons, Jessie T. Usher, Matthew Rhys, Patrick Warburton, Kristen Schaal, Sharlto Copley, John Kani, Dolph Lundgren và Seal. Cốt truyện của phim xoay quanh hành trình của một nhóm hải cẩu kỳ lạ, lạc loài cùng nhau hợp sức để chống loại những con cá mập tàn nhẫn.
Phim được chiếu tại các rạp phim ở Hà Lan vào ngày 13 tháng 10, 2021, tiếp theo là Bỉ vào ngày 27 tháng 10, Cộng hòa Séc vào một ngày sau đó và cuối cùng là tại các nước thuộc thế giới Ả Rập, Tây Á. Vào ngày 31 thang12, 2021, Netflix thành công mua bản quyền để phát sóng phim trực tuyến trên nền tảng.

## Nội dung
Tại Đảo Hải Cẩu, một chú hải cẩu lông nâu tên Quinn đã tập hợp một biệt đội bao gồm những tân binh hải cầu lạc loài cùng một ông hải cẩu đã về hưu tên Claggart, người từng có cơ hội làm việc với con người cùng hai người bạn đồng nghiệp với tư cách là thủ lĩnh là một chú hải cẩu khác và một chú cá heo vào năm 1980. Cả đội cùng nhau đứng dậy chiến đấu chống lại những con cá mập tàn nhẫn do Grimes dẫn đầu để giành lại vùng biển cũng như sự sống của giống loài của mình.

## Lồng tiếng
- J.K. Simmons lồng tiếng vai Claggart, một ông hải cẩu lông nâu già đã nghỉ hưu, lãnh đạo của Biệt đội Hải cẩu.
- Jessie T. Usher lồng tiếng vai Quinn, một chú hải cẩu lông nâu mồ côi.
- Matthew Rhys lồng tiếng vai Grimes, một con cá mập trắng lớn phản diện, lãnh đạo của những con cá mập khác.
- Patrick Warburton lồng tiếng vai Geraldo, một chú hải cẩu lông nâu hay khoe khoang nhưng lại nhút nhát vô cùng.
- Kristen Schaal lồng tiếng vai Beth, một cô hải cẩu lông nâu năng động nhưng cũng rất lập dị.
- Sharlto Copley lồng tiếng vai Switch, một chú hải cẩu lông nâu chuyên gia hack và có tâm lý không ổn định.
- Camille Mana lồng tiếng vai Jing, một cô hải cẩu lông nâu châu Á, rất giỏi võ thuật và là người yêu cũ của Geraldo.
- John Kani lồng tiếng vai Brick, một ông hải cẩu lông nâu già, đầy sẹo, kẻ luôn chối bỏ về sự tồn tại của loài cá mập.
- Dolph Lundgren lồng tiếng vai Dolph, một chú cá heo sọc luôn ngậm xì gà và đeo kính râm với câu cửa miệng "Eck eck eck eck! It's go time!"
- Seal lồng tiếng vai Seal Seal, một chú hải cẩu lông nâu hay hát.
- Julian Smith lồng tiếng vai Benji, một chú hải cẩu lông nâu, người bạn thân đã qua đời của Quinn.
- Kate Micucci lồng tiếng vai Diving Dee, một chú ó biển Cape thân thiện và nói chuyện rất nhanh.
- Anjali Bhimani lồng tiếng vai
  - Crabby Stabby, một chú cua decorator.
  - Cá mập trắng lớn
  - Hải cẩu
- Greig Cameron lồng tiếng vai:
  - Hải cẩu cảng biển
  - Cá mập
  - Hải cẩu
- Richard Steven Horvitz lồng tiếng vai:
  - Snap, một con cá mập mako đanh đá.
  - Cá ép, thuộc hạ của Grimes.
- Jan Johns lồng tiếng vai:
  - Mayday, một cô ó biển Cape bị rối loạn tâm thần với một con sao biển sống trong miệng.
  - Chiếc đồng hồ của Geraldo
  - Hải cẩu
  - Cá mập
- Matthew Mercer lồng tiếng vai:
  - Dave, một chú cá nhám phơi nắng có một cái miệng to lớn.
  - Cá mập
- Daran Norris lồng tiếng vai:
  - Roger, một chú ó biển luôn nói "Roger".
  - Radio DJ
- Bumper Robinson lồng tiếng vai:
  - Chum, một con cá mập trắng lớn có má lúm đồng tiền, luôn đi chơi với Snap và có câu cửa miệng là  "Who wants to get in my face hole!?"
  - Người quản lý động vật của HMMF
  - Cá ép, thuộc hạ của Grimes.
- Vivienne Rutherford lồng tiếng vai Sam
- Secunda Wood lồng tiếng vai Scarlet
- Jenny Yokobori lồng tiếng vai:
  - Chiếc đồng hồ của Geraldo
  - Bạch tuộc
  - Hải cẩu
- Rick Zieff lồng tiếng vai Crunch
- Judy Abrahams lồng tiếng vai Nhân viên bảo vệ
- Julia Anastasopolous lồng tiếng vai Hướng dẫn viên du lịch
- Bob Bergen lồng tiếng vai Bạch tuộc
- Rodger Bumpass lồng tiếng vai Cá mập
- Remy Edgerly lồng tiếng vai Hải cẩu
- Bill Farmer lồng tiếng vai Hải cẩu
- Quinton Flynn lồng tiếng vai Cá mập
- Jason E. Kelley lồng tiếng vai Hải cẩu
- Neal Leachman lồng tiếng vai:
  - Hải cẩu
  - Cá mập
- Zolani Mohala lồng tiếng vai Nhân viên bảo vệ
- Kristina Mueller lồng tiếng vai Cá mập
- Brent Mukai lồng tiếng vai Cá mập
- Brendan Sean Murray lồng tiếng vai:
  - Hải cẩu
  - Cá mập
- Sarah Natochenny lồng tiếng vai Cá mập
- Joe Ochman lồng tiếng vai Hải cẩu
- Ryan Robinson lồng tiếng vai Cá mập
- Lindsey Sheppard lồng tiếng vai Cá mập
- Catherine Taber lồng tiếng vai Hải cẩu
- Rob van Vurren lồng tiếng vai Hải cẩu cảng biển
- Louw Venter lồng tiếng vai Hải cẩu cảng biển
- Matthew Wood lồng tiếng vai:
  - Hải cẩu
  - Cá mập
- Tarryn Wyndgaard lồng tiếng vai Hải cẩu cảng biển

## Sản xuất
Tháng 5 năm 2018, có thông báo về việc Triggerfish Animation Studios sẽ sản xuất bộ phim thứ ba của họ là Biệt đội hải cẩu. Phim sẽ được tài trợ bởi Tổng Công ty Phát triển Công nghiệp của Nam Phi (South Africa's Industrial Development Corporation), Bộ Thương mại và Công nghiệp Nam Phi (DTI - Dept. of Trade and Industry) và Cinema Management Group (CMG).
Dolph Lundgren và Matthew Rhys được xác nhận sẽ tham gia lồng tiếng phim vào tháng 5 năm 2021 và Rhys cũng đề cập rằng lí do anh muốn tham gia lồng tiếng nhân vật Grimes bởi vì cậu con trai 4 tuổi của anh bị ám ảnh bởi cá mập. ư